# Bazzania pearsonii
Bazzania pearsonii là một loài Rêu trong họ Lepidoziaceae. Loài này được Stephani mô tả khoa học đầu tiên năm 1893.